# Arbën Minga
Arbën Minga (Tirana, 16 marzo 1959 – Windsor, 31 gennaio 2007) è stato un calciatore albanese, di ruolo attaccante.

## Carriera

### Nazionale
Ha collezionato 28 presenze e 2 gol con la nazionale albanese.

## Palmarès

### Giocatore

#### Club
- Campionato albanese: 6

Tirana: 1981-1982, 1984-1985, 1987-1988, 1988-1989, 1994-1995, 1995-1996
- Coppa d'Albania: 4

Tirana: 1982-1983, 1983-1984, 1985-1986, 1995-1996

#### Individuale
- Capocannoniere del campionato albanese: 1

1984-1985 (13 reti)